# Паметник на граничаря (Варна)
Паметникът на граничаря се намира в крайбрежната зона на Морската градина във Варна.
Разположен е в близост до Природонаучния музей, ползван от граничарите за граничен пост. По време на Първата световна война, през септември 1916 г. офицери и войници от XV погранична дружина са подложени на обстрел.
През 1917 г. започва изграждане на паметника в памет на загиналите за обединението на Отечеството офицери и войници от XV гранична дружина. По първоначален проект на архитект Евгени Дякович, над постамент е поставен орел от мрамор с прибрани криле, изработен от Кирил Шиваров. В този период паметникът е известен и като Орловия паметник. Около 1922 г. скулптурната композиция е заменена с „Граничар с куче“. На три от страните на постамента има плочи, на които са изписани имената на загиналите в битката. От задната страна на скулптурата на една от мраморните плочи са изписани местата, където загиват граничарите: Чаушкьой, Ботево, Владимирово, Добрич, Геленджик, Енидже-хайдар, Топрак Хисар, Первели, Татладжа-кьой, Тузла, Мангалия, Кюстенджа. 
През 1936 г. паметникът е посещаван туристически обект.
През 1998 г. паметникът е реставриран.

## Галерия
- Орловият паметник